# Adam von Tümpling
Johann Wilhelm Adam Wolf von Tümpling (* 10. Mai 1781 in Soldau; † 10. August 1871 in Potsdam) war ein preußischer General der Kavallerie.

## Leben

### Herkunft
Adam entstammte dem Adelsgeschlecht von Tümpling. Er war der Sohn von Ferdinand von Tümpling (1750–1803) und dessen Ehefrau Sophie Juliane Charlotte, geborene von Stedingk aus dem Hause Lenschow (1745–1813). Sein Vater war preußischer Oberst, Kommandeur des Husarenregiments „von Glaser“ und Ritter des Ordens Pour le Mérite.

### Militärkarriere
Tümpling wurde am 15. Juni 1795 als Estandartenjunker im Dragonerregiment „Ansbach-Bayreuth“ der Preußischen Armee angestellt. Dort erfolgte am 19. Dezember 1796 seine Ernennung zum Fähnrich sowie am 13. Juli 1799 die Beförderung zum Sekondeleutnant. Während des Feldzuges 1806 wurde er in der Schlacht bei Auerstedt verwundet und rettete dort seinen ebenfalls verwundeten Freund Ferdinand von Schill, indem er ihn von Kölleda nach Weißensee brachte. Anschließend war Tümpling bei der Kapitulation von Stettin vor den Franzosen. Tümpling wurde am 8. August 1811 Premierleutnant im Dragonerregiment „Königin“, hier am 24. November 1812 Stabsrittmeister und schließlich am 22. Juli 1813 Adjutant von Generalmajor Adolf Friedrich von Oppen, Führer der Kavallerie des Bülowschen Korps. Er kämpfte im Feldzug 1813/14 bei Vehlitz, Möckern, Lützen, Bautzen und erhielt für das Treffen bei Hoyerswerda das Eiserne Kreuz II. Klasse. Es folgten die Kämpfe bei Luckau, Großbeeren, Dennewitz, Leipzig sowie den Sturm auf Arnheim, wofür Tümpling am 27. Dezember 1813 zum Rittmeister befördert und mit dem Eisernen Kreuz I. Klasse ausgezeichnet wurde. Für seine Leistungen bei Laon zeichnete ihn der russische Zar mit dem Orden des Heiligen Wladimir IV. Klasse mit Schwertern sowie der schwedische König mit dem Schwertorden III. Klasse aus. Im weiteren Kriegsverlauf kämpfte Tümpling noch bei Hoogstraeten, Düren, Soissons, Compiègne und Crépy.
Am 18. Juni 1815 wurde er zum Major befördert und kam Anfang Oktober als Adjutant zu Gneisenau nach Koblenz, als dieser das Generalkommando am Niederrhein übernommen hatte. König Friedrich Wilhelm III. ernannte Tümpling schließlich als besonderen Vertrauensbeweis am 1. März 1820 zum Adjutanten des Kronprinzen. Zwischen beiden entwickelte sich eine innige Freundschaft, die bis zum Tod des späteren Königs hielt. Nach sechs Jahren kommandierte man Tümpling am 22. November 1826 zunächst zur Dienstleistung beim 2. Garde-Ulanen-Landwehr-Regiment und ernannte ihn dann am 30. März 1827 zum Kommandeur des 1. Garde-Ulanen-Landwehr-Regiments. In dieser Stellung erfolgte ein Jahr später seine Beförderung zum Oberstleutnant und für seine ausgezeichneten Dienste erhielt er zudem 1829 den Johanniterorden. Am 30. März 1831 wurde Tümpling Oberst und war 1835 zur Revue von Kalisch kommandiert. Mit seiner Beförderung zum Generalmajor am 7. April 1838 wurde Tümpling Kommandeur der 1. Garde-Kavallerie-Brigade. In dieser Stellung war er zeitgleich ab 7. März 1843 auch Kommandant von Potsdam. Am 30. März 1844, dem 30. Jahrestag der Schlacht bei Paris, ernannte ihn der König zum Kommandeur der gesamten Garde-Kavallerie. Im Jahr darauf wurde er zum Generalleutnant befördert und zum Generaladjutanten des Königs ernannt. Unter dem Eindruck der Märzrevolution reichte Tümpling im Mai 1848 seinen Abschied ein, der ihm jedoch nicht gewährt wurde. Auf sein erneutes Gesuch hin erhielt Tümpling am 24. Oktober 1848 unter Verleihung der Uniform des Generaladjutanten seinen Abschied. Kurz darauf folgte am 29. November 1848 die Verleihung des Charakters als General der Kavallerie an ihn. 
Am 24. Juni 1856 wurde Tümpling Rechtsritter des Johanniterordens. Beim Begräbnis von König Friedrich Wilhelm IV. am 7. Januar 1861 versah er, obwohl schon 80-jährig, wieder Dienst. Gemeinsam mit dem Generaladjutanten von Gerlach neben Generalfeldmarschall von Wrangel, der das Reichspanier trug, schritt Tümpling unmittelbar hinter dem königlichen Leichenwagen.
Tümpling wurde am 18. Januar 1861 unmittelbar nach dem Regierungsantritt von Wilhelm I. mit dem Großkreuz des Roten Adlerordens mit Eichenlaub ausgezeichnet. Er stellte ihm am 10. Mai 1862 auch à la suite des 1. Garde-Ulanen-Regiments.
Anlässlich seines 70-jährigen Dienstjubiläums wurde Tümpling am 15. Juni 1865 zum Ritter des Schwarzen Adlerordens geschlagen, investiert am 18. Januar 1866.

### Familie
Tümpling verheiratete sich am 20. März 1804 mit Ernestine Wilhelmine Gräfin von Bohlen aus dem Hause Stretense (1783–1815). Nach ihrem Tod heiratete er in Niederlahnstein am 14. März 1818 Johanna Friederike (1800–1874), die Tochter des Geheimen Oberregierungsrates Friedrich Lebens. Während die zweite Ehe kinderlos blieb, gingen aus der ersten folgende Kinder hervor:
- Sophie Hedwig (1805–1825)
- Luise Karoline Friederike Wilhelmine (1806–1847)
- Ferdinand Kurt Wolf Moritz (* 1807)
- Wilhelm (1809–1884), preußischer General der Kavallerie
- Zwillingstöchter (*/† 1812)